# Daniel Santos (pugile)
Daniel Santos Peña (San Juan, 10 ottobre 1975) è un ex pugile portoricano.

## Palmarès

### Olimpiadi
- 1 medaglia:
  - 1 bronzo (Atlanta 1996 nei pesi welter)

### Giochi panamericani
- 1 medaglia:
  - 1 argento (Mar del Plata 1995 nei pesi welter)